# ديفيد دبليو. ماك
ديفيد دبليو. ماك (بالإنجليزية: David W. Mack)‏ هو كاتب وفنان أمريكي، ولد في 7 أكتوبر 1972.

## وصلات خارجية
- الموقع الرسمي